# Nadine Forster
Pour les articles homonymes, voir Forster.
Nadine Forster, née le 2 février 1931 à Etterbeek (province de Brabant) et morte le 30 août 2023 à Neuville-aux-Bois (Loiret), est une peintre, illustratrice, dessinatrice et sculptrice belge, connue pour ses adaptations en livre des héros de la télévision des années 1970 et 1980. 

## Biographie
Nadine Marianne Forster naît le 2 février 1931 à Etterbeek,, une commune bruxelloise.
Elle suit une formation artistique à l'Académie royale des beaux-arts de Bruxelles de cinq ans et en sort en 1951. 
Dans les années 1960, elle illustre notamment la série de livres pour enfants Le Journal de Véronique écrits par l'écrivaine Maud Frère. Puis, plus tard, des dessins animés comme Arnie l'exploratrice. Ensuite, pendant les deux décennies suivantes, elle réalise de nombreuses pochettes de livres disques, tant pour l’univers de Walt Disney mais également pour des héros d’émissions télévisées pour enfants dont le plus connu est Casimir de L'Île aux enfants.
Au cours de sa carrière, elle dessine aussi les disques albums ou livres d'Ulysse 31, Maya l'Abeille, Tom et Jerry, Astro Boy, Casper le gentil fantôme et Lady Oscar. Elle illustre par ailleurs de nombreuses couvertures des tomes de la Bibliothèque rose.

### Corentin
En bande dessinée, Nadine Forster réalise une version jeunesse de la bande dessinée de Paul Cuvelier Corentin sur un scénario de Jean Cheville. Quatre volumes paraissent en juillet 1995 dans la collection « Lombard Jeunesse » des éditions Le Lombard.
En 2004, elle met en images Le Roman d'Émilie Jolie, une adaptation du célèbre conte musical de Philippe Chatel, publié aux Éditions Albin Michel.
En outre, elle dispense durant plusieurs années des cours de peinture et de dessin à Bazoches-les-Gallerandes et Aschères.
En mai 2022 se tient une exposition rétrospective à la salle des fêtes de Neuville-aux-Bois.

### Mort
Nadine Forster meurt le 30 août 2023 à Neuville-aux-Bois dans le Loiret à l'âge de 92 ans,.

### Vie privée
Nadine Forster demeurait à Aschères-le-Marché, un petit village situé à une vingtaine de kilomètres d'Orléans, depuis le début des années 1980.

## Œuvre

### Illustrations

#### Livres pour enfants:Véronique
(dates des éditions Pierre Tisné)
- 1964 : 
  - « Le Journal de Véronique 1 : Mon chien, mon cousin et les autres »
  - « Le Journal de Véronique 2 : Mon école »
  - « Le Journal de Véronique 3 : Mon anniversaire »
- 1965 : 
  - « Le Journal de Véronique 4 : Un après-midi chez Arlette »
  - « Le Journal de Véronique 5 : Premier jour de vacances »
  - « Le Journal de Véronique 6 : La Cabane »
- 1966 : 
  - « Le Journal de Véronique 7 : Noël »
  - « Le Journal de Véronique 8 : La Mer »
- 1967 : « Le Journal de Véronique 9 : Odilon, les oreillons »

Ces livres sont au format 24 × 32 cm, 24 pages, textes et grandes illustrations (ce n'est pas une BD).
Les textes sont de Maud Frère.
Certains de ces livres ont été réédités dans un format plus petit (12 × 16,5 cm) et 60 pages aux éditions Casterman.
- 1981 : Le Journal de Véronique : Premier jour de vacances
- 1981 : Le Journal de Véronique : La Cabane
- 1982 : Le Journal de Véronique : Noël
- 1982 : Le Journal de Véronique : La Mer
- 19nn : Le Journal de Véronique : Odilon, les oreillons.

Le personnage de Véronique est également présent dans les hebdomadaires pour la jeunesse Lisette et Nade du groupe Bayard-Presse de 1967 à 1972.
- Le Roman d'Émilie Jolie, Philippe Chatel, Éditions Albin Michel, 2004  (ISBN 9782226135919)

#### Pochettes de disques
Nadine Forster illustre de nombreuses pochettes de disque.

### Albums de bande dessinée

#### Corentin
- 1. Le Départ de la destinée, Le Lombard, coll. « Le Lombard jeunesse », Bruxelles, juillet 1995
Scénario : Jean Cheville - Dessin et couleurs : Nadine Forster -  (ISBN 2-87389-012-6)
- 2. Danger à Messine, Le Lombard, coll. « Le Lombard jeunesse », Bruxelles, juillet 1995
Scénario : Jean Cheville - Dessin et couleurs : Nadine Forster -  (ISBN 2-87389-013-4)
- 3. La Colère de Zeus, Le Lombard, coll. « Le Lombard jeunesse », Bruxelles, juillet 1995
Scénario : Jean Cheville - Dessin et couleurs : Nadine Forster -  (ISBN 2-87389-014-2)
- 4. Prisonniers du Caire, Le Lombard, coll. « Le Lombard jeunesse », Bruxelles, juillet 1995
Scénario : Jean Cheville - Dessin et couleurs : Nadine Forster -  (ISBN 2-87389-015-0)

### Filmographie
- 1962 : La Vénus d'Ille[10], actrice, long métrage de Michel Babut du Marès.

## Postérité
Le 1er février 2022, la fondation Nadine Forster est créée pour protéger ses œuvres, les valoriser et les diffuser. Elle a réalisé une vidéo disponible sur internet, intitulée Nadine Forster, l'illustratrice des héros de votre enfance : 60 ans de productions artistiques. Cette vidéo, richement illustrée, résume son parcours artistique.
L'exposition Nadine Forster, l'illustratrice des héros de votre enfance qui se tient dans le cadre du parcours d'artistes dans le hall 13 à Court-Saint-Étienne en avril 2024, présente plus de 200 illustrations avec le concours de la fondation Nadine Forster dont le siège est à Ottignies.

#### Livres
: document utilisé comme source pour la rédaction de cet article.
- Jessica Kohn, Dessiner des petits mickeys : Une histoire sociale de la bande dessinée en France et en Belgique (1945-1968), Paris, Éditions de la Sorbonne, 26 mai 2022, 318 p., ill. ; 24 cm (ISBN 9791035107970, OCLC 1331516747, présentation en ligne).

#### Articles
- Pierre-Alek Beddiar et Arnaud Magnier, « Bienvenue chez Nadine Forster ! », Osibo News,‎ 8 décembre 2012 (lire en ligne, consulté le 5 octobre 2023).
- « À Étampes, l'illustratrice des héros de votre enfance », Le Parisien,‎ 5 décembre 2014 (lire en ligne, consulté le 5 octobre 2023).

### Vidéographie
- [vidéo] « Nadine Forster, l'illustratrice des héros de votre enfance: 60 ans de productions artistiques. », sur YouTube, 13 octobre 2022, (22 min 22 s).
- [vidéo] « Les débuts de Nadine Forster. Dessiner une héroïne libérée dans un monde masculin des années 1960. », sur YouTube, conférence de Jessica Kohn, docteure en histoire, le 24 octobre 2022, (29 min 16 s).